# ددنقول
دَدَنْقول أو حمام ذو منقار مسنن (الاسم العلمي: Didunculus)، جنس طير من فصيلة الحماميات. وهو الجنس الوحيد في فُصيلة الددنقوليات. ولا يوجد له أقرباء على قيد الحياة، ولكن ثبت أنه قريب وراثيًا من طائر الدودو، ويعني اسم Didunculus «طائر الدودو الصغير».